# اشتامهام (آیشتت)
اشتامهام (آیشتت) (به آلمانی: Stammham, Eichstätt) یک شهر در آلمان است که در آیشتت واقع شده‌است.

## خصوصیات
اشتامهام ۳۹٫۰۴ کیلومترمربع مساحت دارد ۴۸۳ متر بالاتر از سطح دریا واقع شده‌است.